# アスワド
アスワド(Aswad) は、1975年にイギリスにて結成されたレゲエバンド。リズム・アンド・ブルースやソウルミュージックの要素を強く取り入れたサウンド作りで知られ、通算21枚のアルバムを発売している。

## 経歴
アスワドは、ノッティング・ヒル暴動（en:Notting_Hill_race_riots）で有名なノッティング・ヒルで1975年に結成された。ノッティング・ヒルには第二次世界大戦の余波でイギリスへと移住して来たアフロ・カリブ系移民が居住しており、アスワドの主なメンバーも移民2世であった。結成時のオリジナルメンバーはブリンズレー・フォード、ジョージ・オバーン、ドラミー・ゼブ、ドナルド・グリフィス。バンド名の「アスワド（Aswad）」とはアラビア語で「黒」を意味する。

### 音楽性の変化
結成から1980年代にかけて、ノッティングヒル暴動の様子を歌った『Three Babylon』などメッセージ性の強いルーツロックレゲエを演奏していた。しかし、アスワドの楽曲の傾向はイギリスの社会状況の向上に伴うかのようにポップさを増し、1990年代以降はよりコンテンポラリーなソウルミュージック的傾向になっていった。

## ディスコグラフィ
- 1976: Aswad - Mango Records
- 1978: Hulet - Mango Records
- 1981: New Chapter - Columbia Records
- 1981: Showcase - Mango Records
- 1982: A New Chapter of Dub - Mango Records
- 1982: Not Satisfied - Columbia Records
- 1983: Live and Direct - Mango Records
- 1984: Rebel Souls - Mango Records
- 1986: To the Top - Simba
- 1988: Jah Shaka Meets Aswad in Addis Ababa Studio - Jah Shaka
- 1988: Distant Thunder - Mango Records
- 1988: Renaissance - 20 Crucial Tracks - Stylus
- 1989: Aswad: Crucial Tracks
- 1990: Next to You - Alex
- 1990: Too Wicked - Mango Records
- 1993: Firesticks - Alex
- 1994: Rise and Shine - Rhino Entertainment
- 1995: Rise and Shine Again! - Mesa
- 1995: Dub: The Next Frontier - Mesa
- 1997: Big Up - Atlantic Records
- 1999: Roots Revival - Ark 21
- 2002: Cool Summer Reggae